# (2783) Chernyshevskij
(2783) Chernyshevskij es un asteroide perteneciente al cinturón de asteroides descubierto por Nikolái Stepánovich Chernyj desde el Observatorio Astrofísico de Crimea, en Naúchni, el 14 de septiembre de 1974.

## Designación y nombre
Chernyshevskij recibió al principio la designación de 1974 RA2.
Posteriormente, en 1984, se nombró en honor del filósofo ruso Nikolái Chernishevski (1828-1889).

## Características orbitales
Chernyshevskij está situado a una distancia media del Sol de 2,56 ua, pudiendo alejarse hasta 2,984 ua y acercarse hasta 2,137 ua. Su inclinación orbital es 0,7807 grados y la excentricidad 0,1654. Emplea en completar una órbita alrededor del Sol 1496 días.

## Características físicas
La magnitud absoluta de Chernyshevskij es 13,2 y el periodo de rotación de 9,455 horas.